# А зорі тут тихі (фільм, 2015)
«А зорі тут тихі» — російська військова драма режисера Рената Давлетьярова. Екранізація однойменної повісті Бориса Васильєва. Фільм не є ремейком однойменного радянського фільму 1972 року.

## Сюжет
Старшина Васков і п'ятеро молоденьких зенітниць протистоять загону досвідчених диверсантів, яких закидають нацисти в далеке від фронту містечко, роз'їзд, який має стратегічно важливе значення. Васкову і дівчатам належить запобігти диверсію, але заплатити за це високу ціну…

## У ролях
- Петро Федоров — старшина Васков
- Анастасія Мікульчина — Рита Осянина
- Євгенія Малахова — Женя Комелькова
- Христина Асмус — Галя Четвертак
- Софія Лебедєва — Ліза Бричкина
- Агнія Кузнєцова — Соня Гурвич
- Катерина Вілкова — сержант Кир'янова
- Анатолій Білий — майор
- Дарина Мороз — Марія
- Віктор Проскурін — Макарич
- Максим Дрозд — наречений Комелькової

## Виробництво

### Сценарій та фільмування
Сценарій фільму базований на повісті Бориса Васильєва «А зорі тут тихі». Сценаристи версії «А зорі тут тихі» 2015 року прибрали із сюжету комсомольські роздуми героїнь із книжки, а від себе додали, що дехто з дівчат має репресованих батьків але все одно б'ється за радянську батьківщину.
Основні зйомки фільму відбувалися в Підмосков'ї та Карелії з липня по вересень 2014 року.

### Кошторис
Загальний кошторис фільму 220 млн російських рублів, з них частка російського державного «Фонду кіно» — 150 млн рублів. Решту коштів оплатили продюсери Ренат Давлетьяров та Влад Ряшин.

## Реліз
Фільм вийшов в український прокат на 55 екранах 30 квітня 2015 року. За перший уїк-енд стрічка отримала 434 тис. гривень, її подивилися 7,8 тис. українських глядачів. Всього фільм за 4 тижня українського прокату зібрав ₴1 млн гривень.